# Cantone di Pornic
Il Cantone di Pornic è una divisione amministrativa dell'arrondissement di Saint-Nazaire.
A seguito della riforma approvata con decreto del 25 febbraio 2014, che ha avuto attuazione dopo le elezioni dipartimentali del 2015, è passato da 5 a 8 comuni.

## Composizione
I 5 comuni facenti parte prima della riforma del 2014 erano:
- Arthon-en-Retz
- La Plaine-sur-Mer
- Pornic
- Préfailles
- Saint-Michel-Chef-Chef

Dal 2015 i comuni appartenenti al cantone sono i seguenti 8, con Arthon-en-Retz che dal 1º gennaio 2016 si è fuso con Chéméré (Cantone di Machecoul) diventando parte del nuovo comune di Chaumes-en-Retz:
- La Bernerie-en-Retz
- Chaumes-en-Retz per la parte di territorio di Arthon-en-Retz
- Chauvé
- Les Moutiers-en-Retz
- La Plaine-sur-Mer
- Pornic
- Préfailles
- Saint-Michel-Chef-Chef